# Asota dama
Asota dama är en fjärilsart som beskrevs av Butler 1875. Asota dama ingår i släktet Asota och familjen nattflyn. Inga underarter finns listade i Catalogue of Life.